# Phyllomacromia paula
Phyllomacromia paula là loài chuồn chuồn trong họ Macromiidae. Loài này được Karsch mô tả khoa học đầu tiên năm 1892.